# F式蘭丸
『F式蘭丸』（フロイトしきらんまる）は、大島弓子による日本の漫画作品、およびそれを中心とした作品集。表題作は『月刊セブンティーン』（集英社）1976年8月号と9月号に掲載された。
夢見がちな少女の自意識を様々に描いてきた作者であるが、読者の対象年齡が少女誌よりも少し高い雑誌への執筆であるためか、内容に心理セラピーを取り入れた意欲作になっている。翌年の秋から、大島弓子の代表作の1つ、『バナナブレッドのプディング』が同じ雑誌に連載されている。

## あらすじ
葉月よき子はある7月の金曜日の朝、母親より再婚の意志がある旨を聞かされ、ショックを受けていた。その日登校すると、キスの話題でクラスメートたちが盛り上がっており、否応なくよき子もその中に強制的に参加させられるが、そんなよき子をクラス一の美形男子にして秀才である更衣が放課後、二人きりで話をしたいと告げる。それに対して、よき子は、自分には既に彼氏がいると返答する。クラスメートたちはよき子の嘘だと相手にしないが、同日、よき子のクラスに森蘭丸と名乗るよき子の恋人が本当に転入してきて、文武両道優れたところを見せつける。
翌朝、クラスメートたちはよき子に蘭丸のことを尋ねるが、よき子は彼は自主的に自分に会いに来るだけだと言って、逃げ出してしまう。その後、よき子は蘭丸とともに、母親の再婚相手である桂木が母親の新たな伴侶としてふさわしい人物かどうか、品定めをしようとする。

## 登場人物
葉月よき子（はづき よきこ）
主人公で、恋愛関係のことについてはかなりの奥手。ポニーテールの髪型をしている。なき父親を10年以上慕い、清く正しく独身を続けていると思い込んでいた母親に恋人がいると知り、衝撃を受ける。半年前にその相手と母親がキスをしているところを目撃し、思わずモップを持って助けに行ったこともある。母親やクラスメートや更衣の変貌に悲しみを覚えており、蘭丸にはいつまでも変わらないでいて欲しいと願う。それでも母親の幸せのために再婚を認めようとし、蘭丸とともになき父親の墓参りをし、また蘭丸とともに母親の再婚予定者である桂木の品定めをしようともする。
作者曰く、「良い子」からの発想で命名したとのこと。
森蘭丸（もり らんまる）
よき子の交際相手の美少年。よき子を驚かせようとして転入のことを秘密のままにしていた。100メートルを6秒で走り、『罪と罰』を1時間で読破し、4オクターブの声量を持ち、ドイツ語・フランス語・スペイン語・オランダ語などを話せるというスーパーマン。よき子とは新結婚の形式に従い、嬉しい時はともに喜び、悲しい時は慰め合い、子供のように離れず、親のように見守り、兄のように導き、女友達のようにおしゃべりをし、キスやベッドシーンは排除して、お互いの精神を愛する、という約束を交わしている。よき子とともに彼女の父親の墓参りをし、また女装して桂木に近づき、家のために結婚しなければならなくなったと言って誘惑し、彼のよき子の母への愛を試そうとする。
更衣（きさらぎ）
よき子の幼馴染みでクラスメート。蘭丸同様、なかなかの美形。20余年地質学の研究で絶海の孤島で暮らしていた叔父が成功し、帰国した際にも素朴で謙虚な所作をとっていたが、近年その人気に溺れ、堕落しており、自分に振り向かないよき子を誘うとした、と蘭丸に責められている。同じクラスメートのプルートーと喧嘩をしており、そのための救護班がクラスの中に存在している。
プルートー
よき子のクラスメート。もさ男で怪力の持ち主。更衣と日々喧嘩をしている。よき子の目には、彼もクラスメートと同様、ネンネの自分をからかっているように見えていた。
よき子の母
作家で、大学時代に心理学を専攻していた。半年前に編集部で会った桂木に恋をし、思春期のよき子に与える心理的影響を考えて悩んでいる。ベッドでよき子が蘭丸と会話をしているところを目撃し、衝撃を受け、再婚を取り止めようとする。
桂木（かつらぎ）
よき子の母の恋人で、同じ出版社のロビーで知り合ったという。蘭丸の変装した少女あてに、東京駅の伝言板いっぱいにメッセージを書いている。実は更衣の親戚。

## 解説
- 斎藤次郎は、大島弓子の作品には夢と現実が交錯する世界が描かれており、何が夢で何が現実であるのか、分からなくなる瞬間があり、めまいのような感覚をとらえることが大島作品を読む最大の魅力であり、構成が完璧すぎて多少説明的ではあるが、この作品はその入門篇として最適の作品であると批評している[3]。
- 藤本由香里は、この物語は母親と二人来らしの主人公が再婚により、母を失われようとする際の物語であり、その時に「フロイト式」の蘭丸が現れ、失われてゆく母親のかわりに自分を守ってくれる話であると述べている。結局、よき子はガス自殺を図るが、その際に蘭丸は彼女を心配している別の男の子、更衣に託し、助け出させ、消えてゆくという構成をとっており、「母としての少年」を描いた作品であるとも言える[4]。

## 補足
- サンコミックスの単行本では、「一年後」が「十年後」と誤植されている[5]。

## 同時収録作品

### 全て緑になる日まで
『別冊少女コミック』（小学館）1976年2月号に掲載。

### 季節風にのって
『週刊少女コミック』（小学館）1973年37号に掲載。
アンはお下げ髪のそばかすだらけの容貌の少女で、クラスの中でもその不美人さが際だっており、美人の母親にコンプレックスを持っていた。そんな彼女を見て、イギリスからやってきた新任講師のサー・アンドリューはいきなりキスをし、17年間彼女を捜し続けてきた、という。

### なごりの夏の
『別冊少女コミック』（小学館）1972年8月号に掲載。
北海道から1年5組に転入してきた春日美野は、担任の島崎あさぎを見て、いきなり抱きつき、ずっと彼に会いたかったと叫ぶ。放課後、島崎の家にやってきた美野は母親から島崎が父親だと聞かされてきたと告白する。

## 単行本
- 『F式蘭丸』朝日ソノラマ、サンコミックス（1976年9月25日刊）
  - 収録作品 -『F式蘭丸』・『全て緑になる日まで』・『季節風にのって』・『なごりの夏の』
- 『キララ星人応答せよ』 小学館、小学館文庫（1979年12月20日刊）
  - 収録作品 -『キララ星人応答せよ』・『F式蘭丸』・『10月はふたつある』・『花!花!ピーピー草…花』
- 『大島弓子選集第4巻  ほうせんか・ぱん』朝日ソノラマ（1986年2月28日刊）
  - 収録作品 -『海にいるのは…』・『ほうせんか・ぱん』・『ほたるの泉』・『銀の実を食べた』・『わがソドムへどうぞ』・『F式蘭丸』・『10月はふたつある』・『リベルテ144時間』・『ヨハネがすき』
- 『全て緑になる日まで』白泉社、白泉社文庫（1996年12月18日刊）
  - 収録作品 -『F式蘭丸』・『10月はふたつある』・『リベルテ144時間』・『ヨハネがすき』・『全て緑になる日まで』・『アポストロフィーS』